# Línea CA1 (Montevideo)

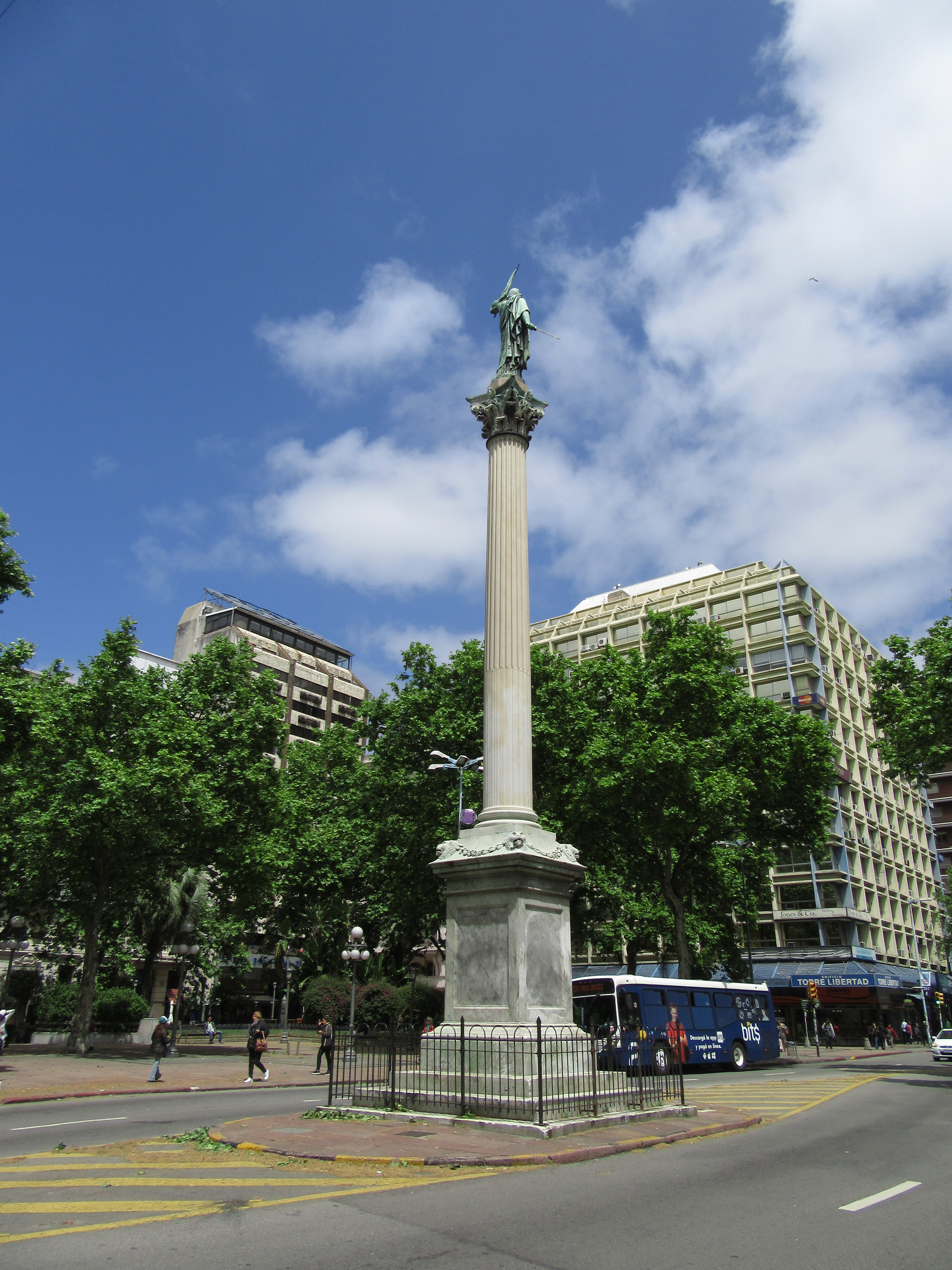
Línea CA1 en la Plaza Cagancha, con sus clásicos coches utilizados hasta su desaparición.

La línea CA1 fue una línea céntrica de Montevideo unía la Ciudad Vieja con Tres Cruces. Fue sustituida por la actual línea CE1, dando paso a esta nueva denominación a partir del 1° de junio del 2020.

## Historia

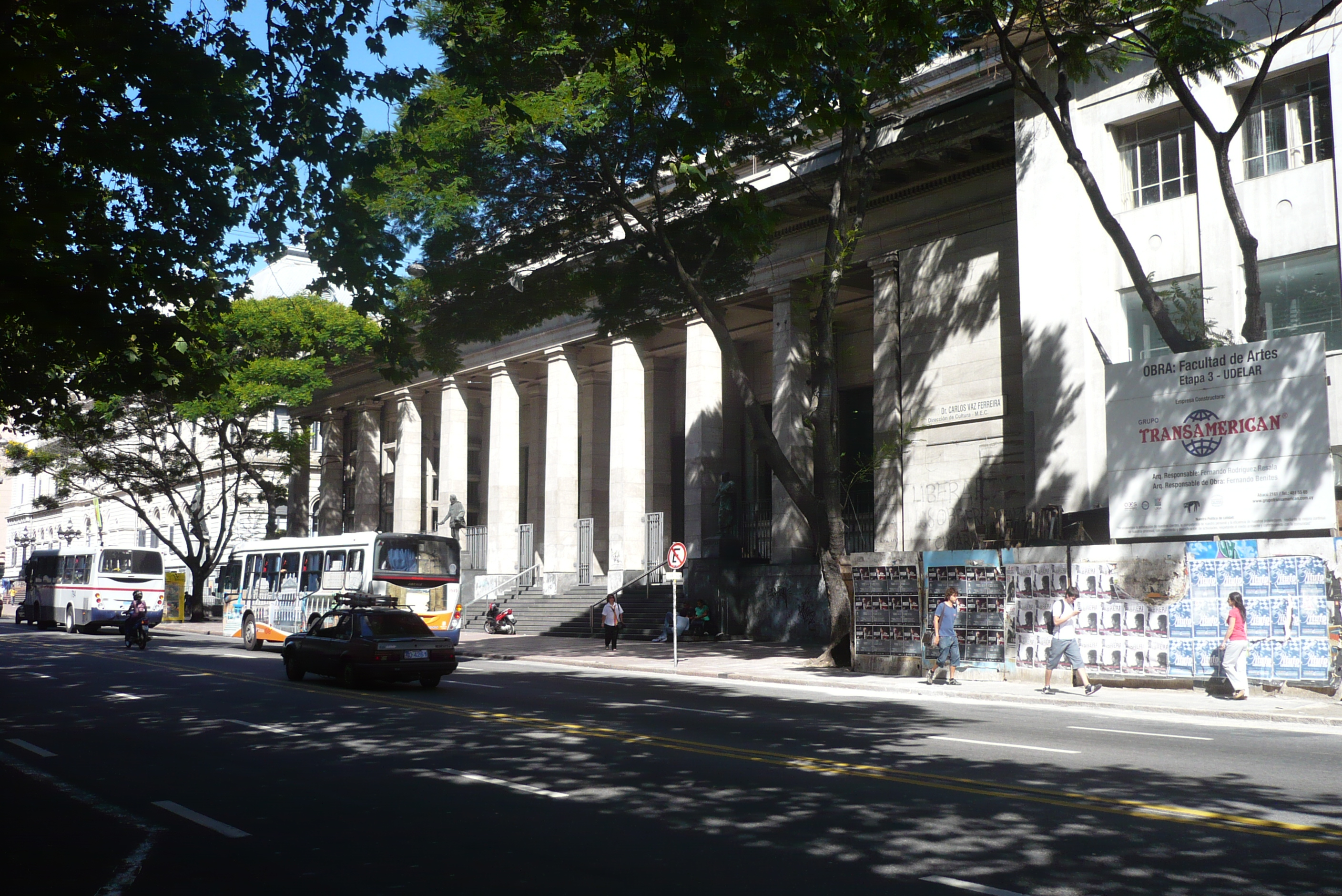
Línea CA1 con imágenes de sitios emblemáticos de Montevideo

Este servicio de transporte de corta distancia y de accesibilidad universal, fue inaugurado el 9 de diciembre de 2008, en la explanada del Palacio Municipal coincidiendo con el 33° aniversario de la Declaración de los Derechos de las Personas con Discapacidad y el Día Nacional de la Persona Discapacitada, contando con la presencia de la primera dama, María Auxiliadora Delgado de Vázquez.
Dicha línea de transporte unía Tres Cruces con la Ciudad Vieja, con una tarifa fija y menor a la de otros medios de transporte, costando en el año de su inauguración 7 pesos uruguayos. El servicio fue operado por la compañía Cutcsa y la cooperativa Raincoop,  con autobuses adaptados a la normativa europea y con accesibilidad universal para personas con discapacidad, siendo la primera flota de autobuses accesibles luego de las líneas A y B. Los autobuses en su mayoría contaban con imágenes de edificios destacados de la ciudad, tales como la Puerta de la Ciudadela, el Palacio Municipal y la Plaza de la Democracia.
Con la disolución de la cooperativa Raincoop, el servicio continuó siendo operado por la compañía Cutcsa, sumándose las cooperativas Coetc y Ucot.

## Actualidad
En la actualidad, la línea fue sustituida por la línea CE1, conservando su recorrido y siendo operada por autobuses eléctricos.

## Recorridos
Circulaba por los barrios Tres Cruces, Cordón, Centro y Ciudad Vieja.
| - Bulevar Artigas - Avenida 18 de Julio - Plaza Independencia - Ciudadela - 25 de Mayo - Juan Lindolfo Cuestas | - Buenos Aires - Plaza Independencia - Avenida 18 de Julio - Bulevar Artigas - Avenida 8 de Octubre - Avelino Miranda - Bulevar Artigas - hasta Shopping Tres Cruces |